# Мера (философия)
Ме́ра — философская категория, означающая единство качественной и количественной определённостей некоторого предмета. Согласно А. П. Огурцову, эта категория обобщает способы и результаты измерения предметов. Анализ меры исходит из важности интервала изменений количественных величин, в рамках которого можно говорить о сохранении качества предмета. Категория меры тесно связана с рядом философских понятий, в том числе относящихся к областям этики и эстетики. В период античности имела космологическую и антропологическую трактовки.

## Античность
В античной мифологии символом меры была Немезида, почитавшаяся как богиня справедливости и устроительница космического порядка; согласно Еврипиду, «И меру нам и вес / Она даёт и числа образует».
Понятие меры у древних греков имело этическое значение. Согласно Гесиоду, «Меру в словах соблюдёшь — / И всякому будешь приятен». Понимаемая как умереность в словах и поступках, мера была одним из центральных понятий у греческих мудрецов (Клеобул: «Мера лучше всего (вар. наилучшее)»; Солон: «Ничего слишком (вар. сверх меры)»; Питтак: «Знай меру»; Фалес: «Блюди меру»:92—93).
Мера также имела и космическо-онтологическое значение, характеризуя способ бытия первоначала. Так, один из представителей ранней греческой философии Гераклит говорил о космосе как о вечно живом огне, «мерно возгорающемся и мерно угасающем»:217. Мифологические истоки философии этого периода проявились в таком фрагменте Гераклита: «Солнце не преступит положенных мер, а не то его разыщут Эринии, союзницы Правды»:220. В учении Диогена Аполлонийского первоначалом является Бог, тождественный воздуху и в то же время сознанию, позволяющему «полагать меру всему: зиме и лету, ночи и дню, дождям, ветрам и вёдру»:547. Пифагорейцы стремились выразить меру с помощью чисел и пропорций. Так, справедливость они выражали квадратным числом (4 или 9):466.
В противовес космологической интерпретации меры в античности развивается также её антропологическая трактовка. Так, согласно Протагору, «человек — мера всех вещей, существующих, что они существуют, не существующих же, что они не существуют».
У Платона Благо понимается как единство трёх идей — красоты, соразмерности и истины, то есть включает в себя меру.
Универсальное значение категория меры приобретает в философии Аристотеля. Отвергая тезис Протагора (ведь этот тезис «ничего не содержит»), Аристотель развивает мысль, что скорее вещи являются мерой для человеческого знания: «могло бы казаться, что знание есть мера, а то, что познаётся, — измеряемое, однако на деле оказывается, что (…) в некотором смысле знание измеряется тем, что познаётся». Категория меры играет значительную роль и в его исследовании добродетелей, которые рассматриваются как середина между двумя крайностями — пороками (так, мужество — это середина между безрассудством и трусостью, скромность — середина между бесстыдством и застенчивостью и т. д.). Этика Аристотеля предстаёт как учение о мере, избегающей крайностей излишества и недостаточности и выражающейся в ряде понятий — таких как симметрия, умеренность, середина, этос, равенство, справедливость и др.

## Новое время
В Новое время значительный вклад в разработку категории меры внёс Гегель. «Мера есть качественно определённое количество…». «Кажущееся невинным изменение количества представляет собой как бы хитрость, посредством которой уловляется качественное». «Так, например, температура воды сначала не оказывает никакого влияния на её капельно-жидкое состояние, но затем при возрастании или уменьшении температуры достигается точка, на которой это состояние сцепления качественно изменяется, и вода переходит, с одной стороны, в пар и, с другой — в лёд», — пишет Гегель. Выход количественных изменений за предел данной качественной определённости Гегель характеризует как нарушение меры, в результате которого устанавливается новая мера как единство нового качества и соответствующего ему количества. Этот процесс, «который попеременно то оказывается только изменением количества, то переходом количества в качество», целесообразно, считает Гегель, представить «в образе узловой линии», узлы которой изображают названные переходы.